# Zoll- und Verbrauchsteuerverwaltung
Die Zoll- und Verbrauchsteuerverwaltung (französisch Administration des douanes et accises, luxemburgisch Douane), kurz ADA, ist eine der drei luxemburgischen Steuerbehörden. Sie untersteht unmittelbar dem Minister der Finanzen und hat sowohl steuerliche als auch polizeiliche Aufgaben.

## Auftrag
Zum Kompetenzbereich der Administration des douanes et accises zählen im Sinne der belgisch-luxemburgischen Wirtschaftsunion folgende Angelegenheiten:
- Europäische Zoll- und Verbrauchsteuergesetzgebung
- Gemeinsame Verbrauchsteuergesetzgebung der belgisch-luxemburgischen Wirtschaftsunion

Zum nationalen Kompetenzbereich zählen folgende Angelegenheiten:
- Nationale Verbrauchsteuergesetzgebung, darunter die Alkoholverbrauchsteuer
- Verschiedene Aufgaben in Sachen Mehrwertsteuer
- Kraftfahrzeugsteuer
- Fixierung, Erhebung und Rückerstattung der Steuer für die Benutzung verschiedener Straßen mit schweren Nutzfahrzeugen sowie Ausstellung der diesbezüglichen Bezahl- und Befreiungsbescheinigungen
- Schankerlaubnissteuer
- Europäische und/oder nationale Gesetzgebung vor allem in Sachen Wirtschaft, öffentliches Gesundheitswesen, Arbeitsrecht, Transport, Landwirtschaft, Umweltschutz sowie öffentliche Sicherheit und Polizei
- Verkauf von medikamentösen Substanzen sowie Bekämpfung von Drogensucht

## Geschichte

### Änderungen anlässlich der Schaffung des europäischen Binnenmarktes
Mit der Schaffung des europäischen Binnenmarktes zum 1. Januar 1993 entfielen die Grenzkontrollen und -posten an den Innengrenzen der Europäischen Union. Hiervon waren auch alle Grenzposten im Großherzogtum Luxemburg, mit Ausnahme des Flughafens Findel als einzige Aussengrenze, betroffen. Diese Maßnahme hatte allerdings nicht die Abschaffung der Zollkontrollen zur Folge, sondern nur deren Verlagerung in die betroffenen Unternehmen, Industrieanlagen sowie Zoll- und Steuerlager.
Da mit der Schaffung des Binnenmarktes auch der Anteil an zu verzollenden Waren und die damit verbundene Arbeit signifikant sank, man aber innerhalb der Verwaltung kein Personal abbauen wollte, glich man die so entstandene Arbeitslücke durch neue, zusätzliche Kompetenzbereiche aus. Darüber hinaus entstand mit dem Binnenmarkt die Notwendigkeit verstärkter Kontrollen an dessen Außengrenzen sowie der zunehmenden Zusammenarbeit unter den Behörden der Mitgliedsstaaten.

## Ausrüstung

### Mobiles Röntgensystem zur Ladungskontrolle

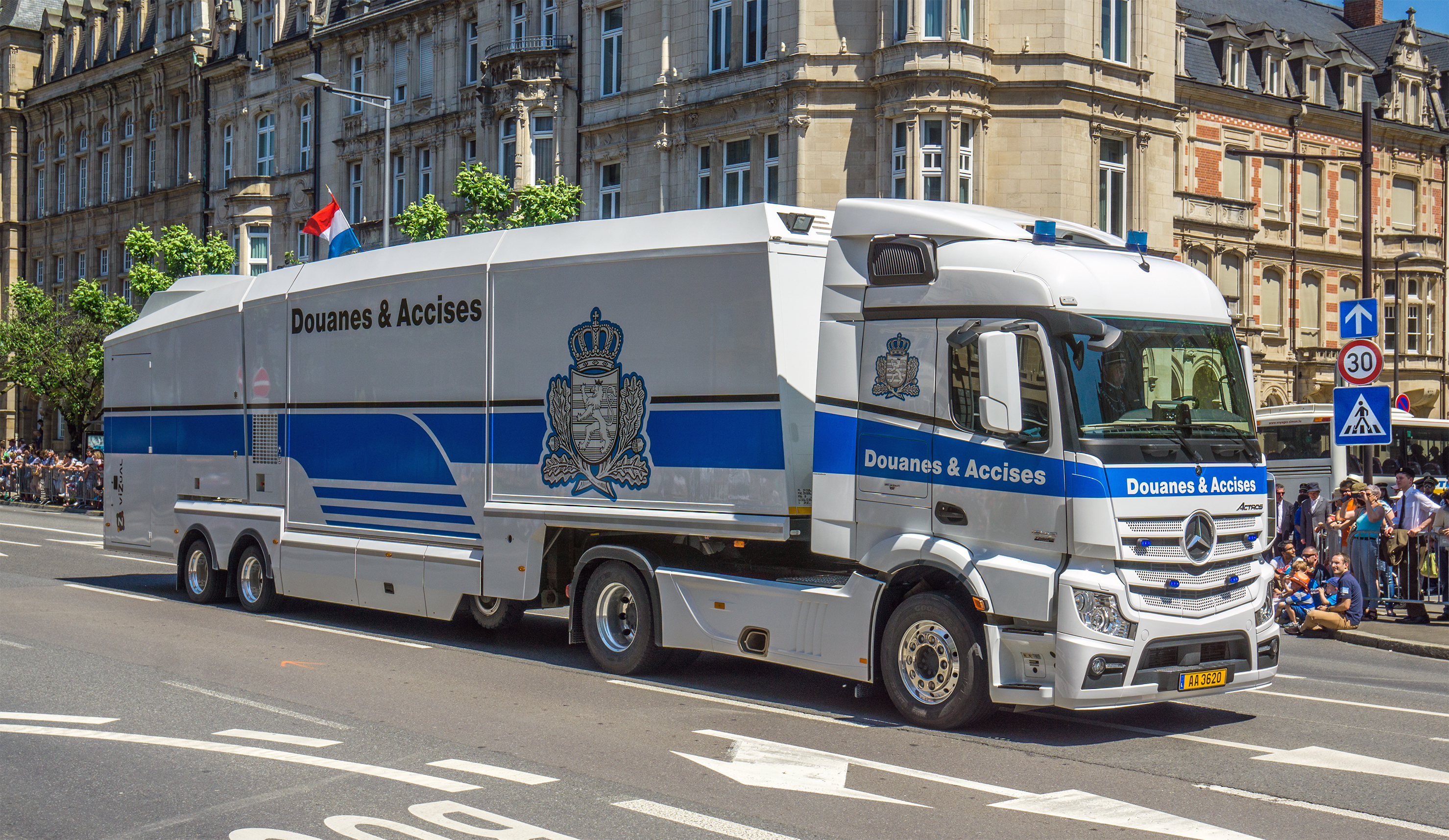
Sattelzug mit mobilem Röntgensystem

Da seit den Grenzöffnungen im Jahre 1993 die Ladungskontrolle immer weiter in den Hintergrund rückte, entschied man sich 2011, nach vielen anderen europäischen Ländern, zum Erwerb eines entsprechenden mobilen Röntgensystems.
Das im Folgenden angeschaffte System darf überall dort zum Einsatz kommen, wo im Sinne der luxemburgischen Strahlenschutz- und Strahlenerkennungsgesetzgebung ausreichend Fläche zur Verfügung steht. Die entsprechenden Kontrollstellen werden vor der ersten Kontrolle durch das Gesundheitsamt zugelassen.

## Befugnisse

### Waffen

#### Tragen

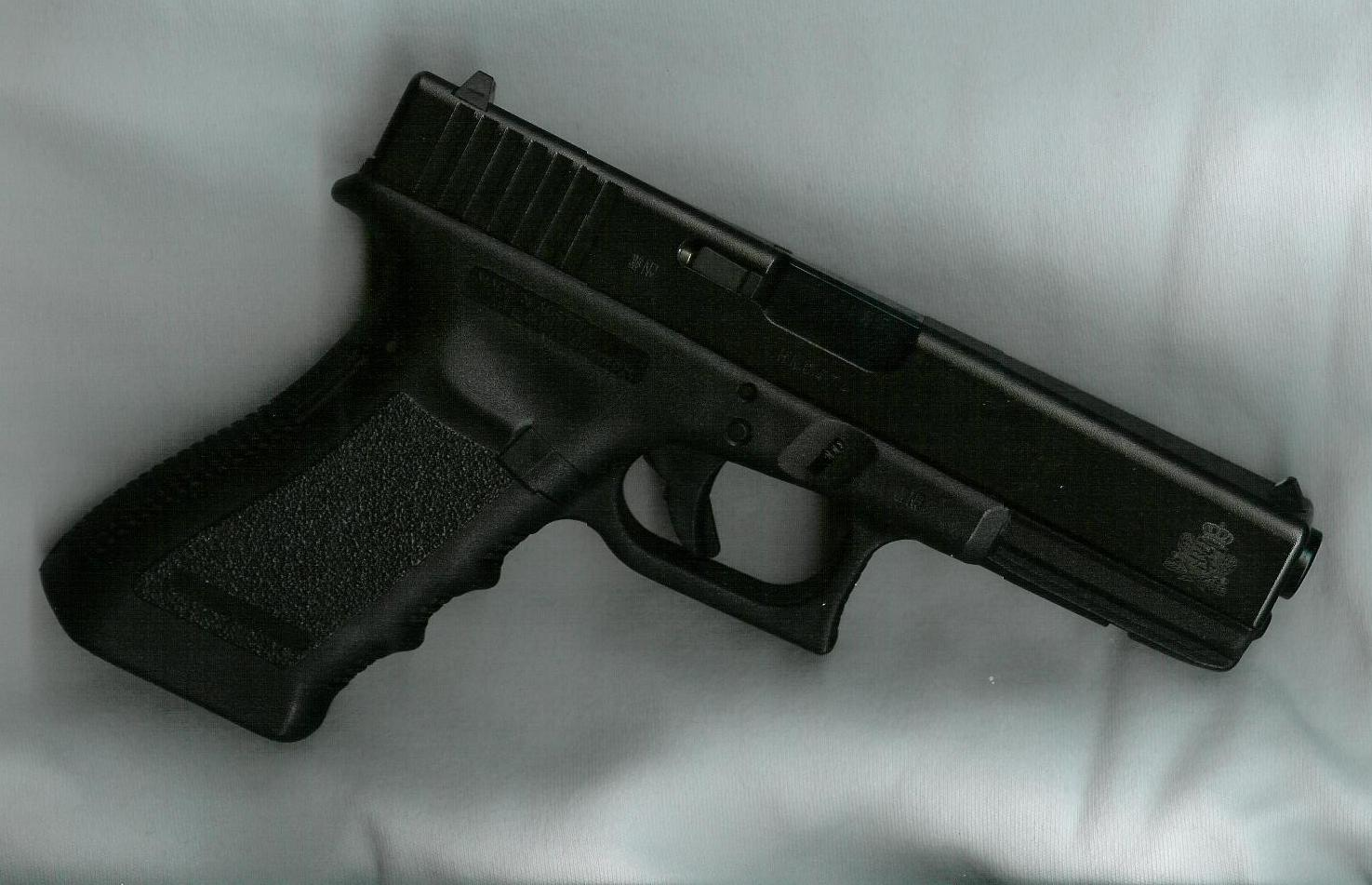
Glock 17 der ADA

Die Beamten sind – vorbehaltlich einer entsprechenden Entscheidung des Direktors – zum Führen von Pistolen (Kaliber 9 mm), Maschinenpistolen (Kaliber 9 mm, im halbautomatischen Betrieb), Gummischlagstöcken und Tränengasbomben berechtigt.

#### Nutzung
Nur in bestimmten Fällen dürfen die Beamten der ADA Waffen gegen Tiere, Fahrzeuge oder Personen einsetzen.
Hunde, Pferde und andere Tiere, welche sich im Grenzgebiet befinden und sich fälschlicherweise dort aufhalten oder umherlaufen, dürfen geschossen werden, wenn diese nicht lebend eingefangen werden können.
Fahrzeuge dürfen mithilfe von Waffen, Nagelsperren, Kabeln und dergleichen zum Stillstand gebracht werden, wenn ihr Fahrer die ihm gegebenen Signale zum Anhalten missachtet.
Gegen Personen dürfen Waffen dann eingesetzt werden, wenn diese die Beamten angreifen oder bewaffneten Widerstand leisten bzw. der Gefahr der Körperverletzung oder Lebensgefahr aussetzen, nach einer solchen Tat versuchen zu fliehen oder den Versuch unternehmen, den Beamten beschlagnahmte Güter oder Transportmittel zu entwenden, diese von ihrem Wachposten zu drängen oder Gefangene zu befreien.